# Gagea calcicola
Gagea calcicola är en liljeväxtart som beskrevs av Zarrei och Paul Wilkin. Gagea calcicola ingår i Vårlökssläktet och i familjen liljeväxter. Inga underarter finns listade.